# تارسو آهون
تارسو آهون یک کوه در چاد است. تارسو آهون ۳٬۳۲۵ متر بالاتر از سطح دریا واقع شده‌است.